# Leichtathletik-Europameisterschaften 1990/Speerwurf der Männer

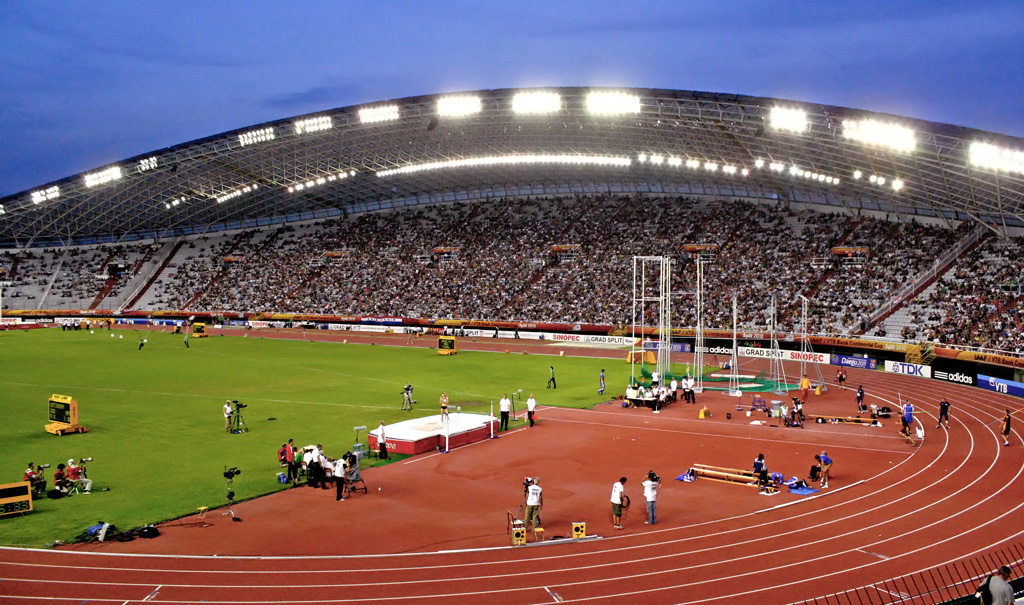
Das Stadion Poljud von Split im Jahr 2010

Der Speerwurf der Männer bei den Leichtathletik-Europameisterschaften 1990 wurde am 27. und 28. August 1990 im Stadion Poljud in Split ausgetragen.
Europameister wurde der Brite Steve Backley. Er gewann vor dem sowjetischen Werfer Wiktor Saizew. Bronze ging an den Schweden Patrik Bodén.

## Rekorde

### Bestehende Rekorde
| Weltrekord           | 89,58 m | Steve Backley    | Stockholm, Schweden          | 2. Juli 1990    |
| Europarekord         | 89,58 m | Steve Backley    | Stockholm, Schweden          | 2. Juli 1990    |
| Meisterschaftsrekord | 84,76 m | Klaus Tafelmeier | EM Stuttgart, BR Deutschland | 27. August 1986 |

Anmerkung zum Welt- und Europarekord:

Der oben genannte Welt-/Europarekord wurde noch vor diesen Europameisterschaften am 14. Juli 1990 mit 89,66 m vom Tschechoslowaken Jan Železný übertroffen. Doch der dafür eingesetzte mit aerodynamischen Vorteilen versehene Speer, der bis zum 21. September 1991 zugelassen war, wurde nachträglich vom Weltleichtathletikverband – damals IAAF – für unzulässig erklärt. Die damit von Jan Železný und zuvor Steve Backley sowie Seppo Räty erzielten Weltrekorde wurden ungültig gewertet, Backleys 89,58 Meter galten wieder als Weltrekord.

### Rekordverbesserungen
Der bestehende EM-Rekord wurde zweimal verbessert:
- 85,48 m –  Einar Vilhjálmsson, Qualifikation am 27. August
- 87,30 m –  Steve Backley, Finale am 28. August

## Legende
| CR | Championshiprekord |

## Qualifikation
27. August 1990
Dreißig Wettbewerber traten in zwei Gruppen zur Qualifikationsrunde an. Neun von ihnen (hellblau unterlegt) übertrafen die Qualifikationsweite für den direkten Finaleinzug von 79,00 m. Damit war die Mindestzahl von zwölf Finalteilnehmern nicht erreicht. Das Finalfeld wurde mit den drei nächstplatzierten Sportlern (hellgrün unterlegt) auf zwölf Werfer aufgefüllt. So reichten für die Finalteilnahme schließlich 77,82 m.

### Gruppe A

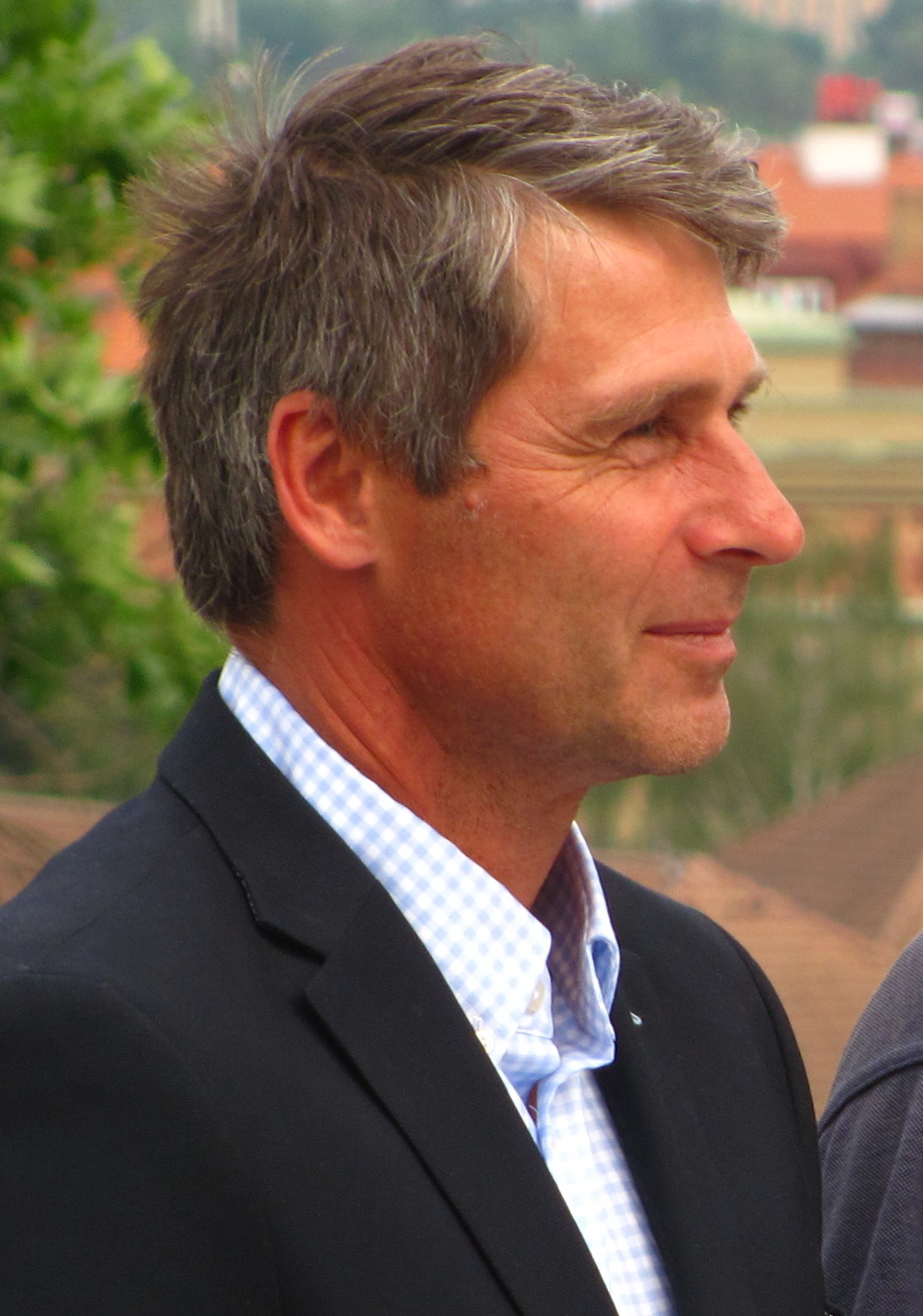
Um achtzehn Zentimeter verfehlte Jan Železný, später einer der weltbesten Speerwerfer, die Finalteilnahme

| Platz | Name                   | Nation           | Weite (m) |
| ----- | ---------------------- | ---------------- | --------- |
| 1     | Wiktor Saizew          | Sowjetunion      | 81,00     |
| 2     | Wladimir Owtschinnikow | Sowjetunion      | 79,94     |
| 3     | Seppo Räty             | Finnland         | 79,50     |
| 4     | Kimmo Kinnunen         | Finnland         | 79,04     |
| 5     | Raymond Hecht          | DDR              | 78,24     |
| 6     | Johan van Lieshout     | Niederlande      | 77,82     |
| 7     | Jan Železný            | Tschechoslowakei | 77,64     |
| 8     | Dag Wennlund           | Schweden         | 77,32     |
| 9     | Sigurður Einarsson     | Island           | 77,32     |
| 10    | Marko Hyytiäinen       | Finnland         | 75,88     |
| 11    | Ivan Mustapić          | Jugoslawien      | 75,04     |
| 12    | Peter Schreiber        | BR Deutschland   | 74,08     |
| 13    | Peter Blank            | BR Deutschland   | 73,30     |
| 14    | Gary Jenson            | Großbritannien   | 71,60     |
| 15    | Fikret Özsoy           | Türkei           | 68,86     |

### Gruppe B
| Platz | Name                | Nation         | Weite (m) |
| ----- | ------------------- | -------------- | --------- |
| 1     | Einar Vilhjálmsson  | Island         | 85,48 CR  |
| 2     | Steve Backley       | Großbritannien | 82,24     |
| 3     | Patrik Bodén        | Schweden       | 81,36     |
| 4     | Klaus Tafelmeier    | BR Deutschland | 79,84     |
| 5     | Mick Hill           | Großbritannien | 79,16     |
| 6     | Pascal Lefèvre      | Frankreich     | 78,68     |
| 7     | Marek Kaleta        | Sowjetunion    | 77,64     |
| 8     | Peter Borglund      | Schweden       | 77,46     |
| 9     | Sejad Krdžalić      | Jugoslawien    | 77,28     |
| 10    | Terry McHugh        | Irland         | 76,14     |
| 11    | Dumitru Negoita     | Rumänien       | 74,36     |
| 12    | Radoman Šcekic      | Jugoslawien    | 73,34     |
| 13    | Rudolf Steiner      | Schweiz        | 73,12     |
| 14    | Sigurður Mathíasson | Island         | 72,52     |
| 15    | Jeroen van der Meer | Niederlande    | 67,76     |

## Finale
28. August 1990
| Platz | Name                   | Nation         | Weite (m) |
| ----- | ---------------------- | -------------- | --------- |
| 1     | Steve Backley          | Großbritannien | 87,30 CR  |
| 2     | Wiktor Saizew          | Sowjetunion    | 83,30     |
| 3     | Patrik Bodén           | Schweden       | 82,68     |
| 4     | Mick Hill              | Großbritannien | 82,38     |
| 5     | Seppo Räty             | Finnland       | 79,84     |
| 6     | Wladimir Owtschinnikow | Sowjetunion    | 79,16     |
| 7     | Pascal Lefèvre         | Frankreich     | 79,98     |
| 8     | Kimmo Kinnunen         | Finnland       | 79,00     |
| 9     | Einar Vilhjálmsson     | Island         | 78,14     |
| 10    | Raymond Hecht          | DDR            | 77,72     |
| 11    | Klaus Tafelmeier       | BR Deutschland | 77,26     |
| 12    | Johan van Lieshout     | Niederlande    | 75,52     |

## Videolinks
- Men's Javelin European Champs in Split 1990, www.youtube.com, abgerufen am 24. Dezember 2022
- Steve Backley throwing 85,78 meters 1990 European Championships, www.youtube.com, abgerufen am 24. Dezember 2022
- Viktor Zaitsev (Uzbekistan) javelin 83.30 meters silver medal E.C. Split 1990-08-28, www.youtube.com, abgerufen am 24. Dezember 2022
- European athletics championships split 1990-Mens javelin (Patrik Boden-SWE), www.youtube.com, abgerufen am 24. Dezember 2022